# كهف كريستال (بنسلفانيا)
كهف كريستال (بالإنجليزية: Crystal Cave)‏؛ هو كهف يقع في مقاطعة بركس في الولايات المتحدة.

## السياحة
يعد «كهف كريستال» أحد مواقع الجذب السياحي في مقاطعة بركس في ولاية بنسلفانيا الأمريكية.